# Carl Auer von Welsbach
Carl Auer Freiherr von Welsbach (1 de setembre de 1858 - 4 d'agost de 1929) va ser un científic i inventor austríac, que va tenir talent no solament per a descobrir avanços tecnològics sinó també per arribar a convertir-los en productes amb èxit comercial. Va néixer i es va educar durant l'Imperi Austrohongarès com Herman Potočnik i altres científics del període
És particularment conegut pels seus treballs amb les terres rares, també va treballar en el desenvolupament del ferroceri usat en els moderns encenedors, en la malla incandescent que va portar la il·luminació als carrers d'Europa a la fi del segle xix, i en el desenvolupament del filament de metall del llum incandescent.

## Premis
- Medalla Wilhelm Exner

## Galeria

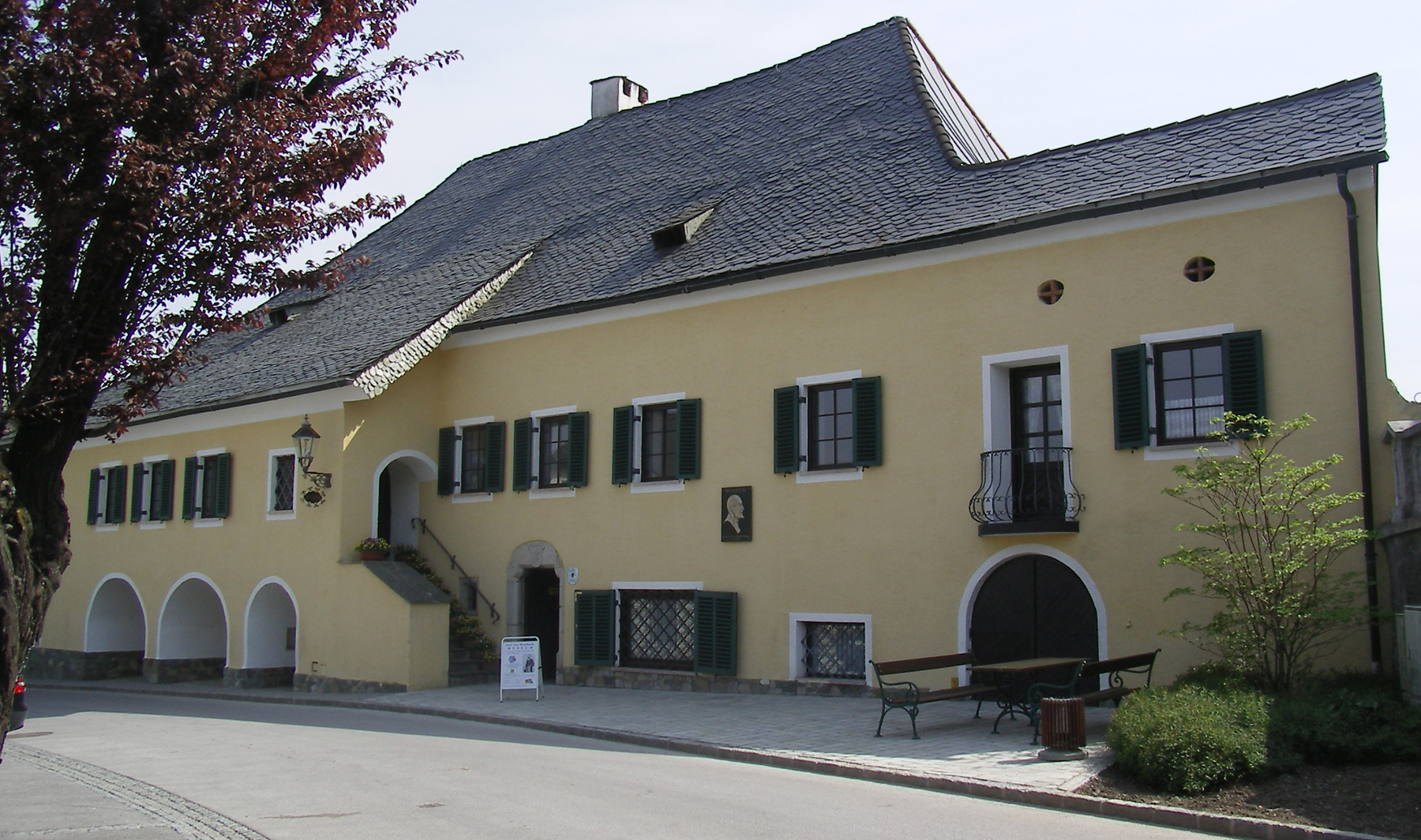
Karl-Auer-von-Welsbach-Museum